# IJzerdraad

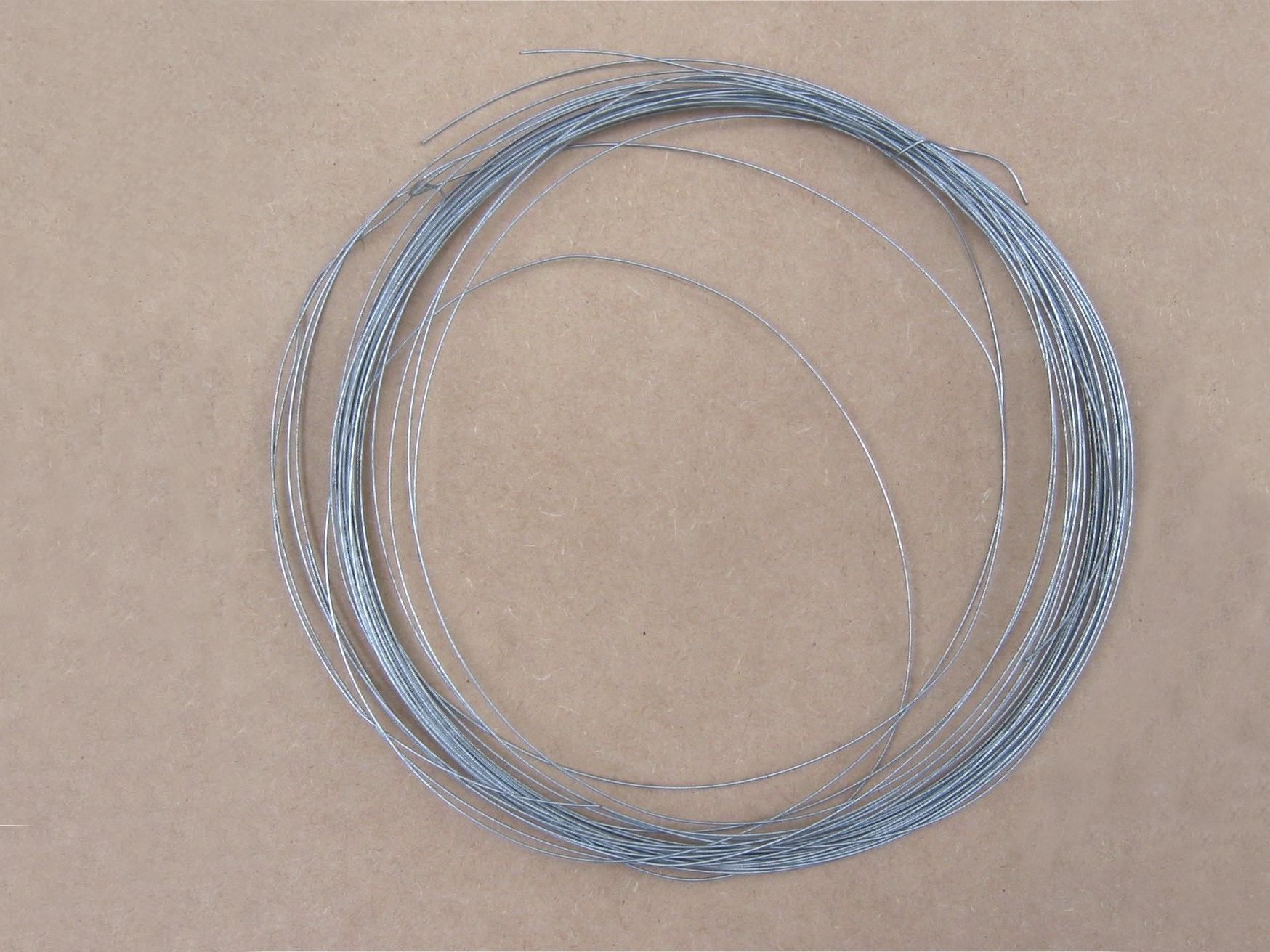
Verzinkt ijzerdraad van 1,2 mm dik

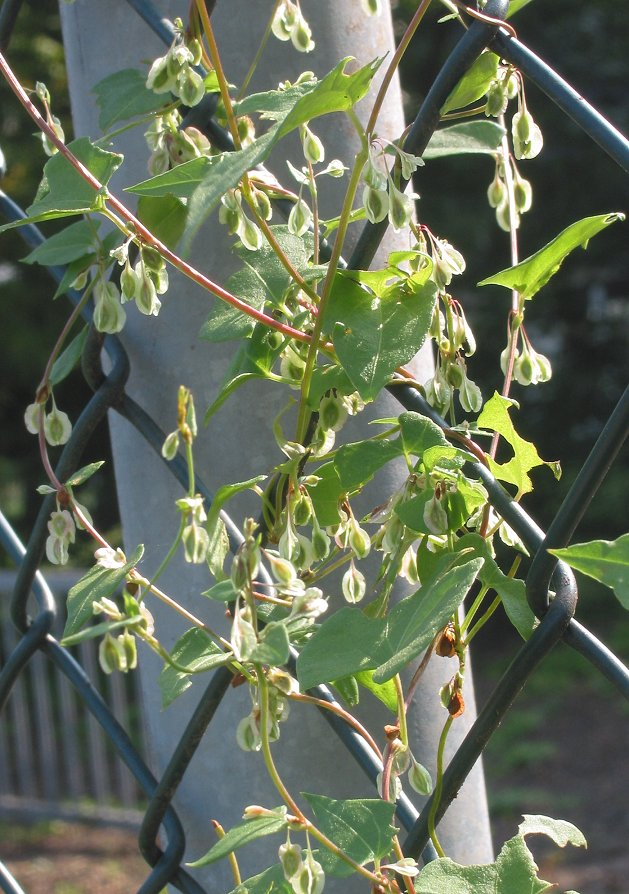
Afrasteringsgaas met heggenduizendknoop

IJzerdraad is draad vervaardigd uit ongelegeerd staal met een koolstofgehalte van minder dan 0,25 %. Bij een koolstofgehalte van 0,25 tot 1,00 % wordt het staaldraad genoemd. Het kan bestaan uit verschillende diktes. De verschillende diktes worden verkregen door walsdraad door een mal te trekken. Door de draad door een steeds kleinere mal te trekken wordt de draad steeds dunner. De mal is bekleed met industriediamanten of bestaat uit hardmetaal.
Het ijzerdraad kan door verzinken tegen roesten beschermd worden. Ook wordt wel een kunststoflaagje aangebracht, zoals bij tuingaas.

## Gebruik
Een staalkabel bestaat uit gevlochten ijzerdraad. Ook kan het ijzerdraad gevlochten worden tot afrasteringsgaas.
Draadnagels worden uit ijzerdraad vervaardigd. Tegenwoordig spreekt men ook van spijkers wanneer men draadnagels bedoelt. Spijkers werden echter oorspronkelijk gesmeed.
Dun ijzerdraad wordt gebruikt voor het maken van sieraden en siervormen.
Uitgegloeid ijzerdraad wordt door betonstaalvlechters gebruikt om wapening in gewapend beton vast te maken.

## Staaf
Om draad te heten moet het materiaal gemakkelijk te buigen zijn met de handen.
Wanneer het dikker is spreekt men van staven. En dan kan het alleen met gereedschap vervormd en gebogen worden.